# Gunneraceae
Famille
Classification APG III (2009)
Genres de rang inférieur
- Gunnera

La famille des Gunneraceae est une famille de plantes dicotylédones qui comprend 50 espèces du genre Gunnera L.
Ce sont des plantes herbacées, pérennes, à rosette de larges feuilles, à grandes inflorescences portant de nombreuses petites fleurs, principalement originaires de l'hémisphère sud (régions circum-pacifiques et Afrique).

## Étymologie
Le nom vient du genre-type Gunnera nommé par Linné en hommage au théologien et naturaliste norvégien Johan Ernst Gunnerus (1718–1773), qui fut le premier à décrire le requin pèlerin, publia une flore de Norvège (Flora Norvegica) et étudia le peuple Saami en Laponie.

## Classification
La classification situe leur divergence au niveau du noyau des Dicotylédones vraies, avec les Myrothamnaceae (optionnellement inclus dans la famille des Gunneraceae). Elles forment l'ordre des Gunnerales.

## Liste des genres
Selon World Checklist of Selected Plant Families (WCSP) (27 avr. 2010), Angiosperm Phylogeny Website (21 mai 2010), NCBI (27 avr. 2010), DELTA Angio (27 avr. 2010) et ITIS (27 avr. 2010) :
- genre Gunnera  L. (1767)

## Liste des espèces
Selon World Checklist of Selected Plant Families (WCSP) (27 avr. 2010) :
- genre Gunnera  L. (1767)
  - Gunnera aequatoriensis  L.E.Moro (1978)
  - Gunnera albocarpa  (Kirk) Cockayne (1909)
  - Gunnera annae  Schindl. (1911)
  - Gunnera antioquensis  L.E.Moro (1978)
  - Gunnera apiculata  Schindl. (1905)
  - Gunnera arenaria  Cheeseman ex Kirk (1894 publ. 1895)
  - Gunnera atropurpurea  L.E.Moro (1978)
  - Gunnera berteroi  Phil. (1872)
  - Gunnera bogotana  L.E.Moro (1978)
  - Gunnera bolivari  J.F.Macbr., Publ. Field Mus. Nat. Hist. (1931)
  - Gunnera boliviana  Morong. ex Rusby (1896)
  - Gunnera bracteata  Steud. ex Benn. (1838)
  - Gunnera brephogea  Linden & André (1872)
  - Gunnera caucana  L.E.Moro (1984)
  - Gunnera colombiana  L.E.Moro (1978)
  - Gunnera commutata  Blume (1856)
  - Gunnera cordifolia  (Hook.f.) Hook.f. (1856)
  - Gunnera cuatrecasasii  L.E.Moro (1984)
  - Gunnera densiflora  Hook.f. (1864)
  - Gunnera dentata  Kirk (1894 publ. 1895)
  - Gunnera diazii  L.E.Moro (1984)
  - Gunnera ecuadoriana  Gilli (1981)
  - Gunnera flavida  Colenso (1886)
  - Gunnera garciae-barrigae  L.E.Moro (1984)
  - Gunnera hamiltonii  Kirk ex W.S.Ham. (1885)
  - Gunnera hernandezii  L.E.Moro (1978)
  - Gunnera herteri  Osten (1932)
  - Gunnera insignis  (Oerst.) Oerst. (1857)
  - Gunnera × katherine-wilsoniae  L.D.Gómez (1983)
  - Gunnera kauaiensis  Rock (1930)
  - Gunnera killipiana  Lundell (1940)
  - Gunnera lobata  Hook.f. (1846)
  - Gunnera lozanoi  L.E.Moro (1984)
  - Gunnera macrophylla  Blume (1826)
  - Gunnera magellanica  Lam. (1789)
  - Gunnera magnifica  H.St.John (1957)
  - Gunnera manicata  Linden ex Delchev. (1867)
  - Gunnera margaretae  Schindl. (1911)
  - Gunnera masafuerae  Skottsb., Kongl. Svenska Vetensk. Acad. Handl., n.s. (1914)
  - Gunnera mexicana  Brandegee (1922)
  - Gunnera mixta  Kirk (1894 publ. 1895)
  - Gunnera monoica  Raoul, Ann. Sci. Nat. (1844)
  - Gunnera morae  Wanntorp & Klack. (2006)
  - Gunnera peltata  Phil. (1856)
  - Gunnera perpensa  L. (1767)
  - Gunnera peruviana  J.F.Macbr., Publ. Field Mus. Nat. Hist. (1931)
  - Gunnera petaloidea  Gaudich. (1830)
  - Gunnera pilosa  Kunth (1822)
  - Gunnera pittieriana  V.M.Badillo & Steyerm. (1973)
  - Gunnera prorepens  Hook.f. (1852)
  - Gunnera quitoensis  L.E.Moro (1978)
  - Gunnera reichei  Schindl. (1905)
  - Gunnera reniformis  Ridl., Trans. Linn. Soc. London (1916)
  - Gunnera rheifolia  Schindl. (1905)
  - Gunnera saint-johnii  (L.E.Moro) L.E.Moro (1984)
  - Gunnera sanctae-marthae  L.E.Moro (1984)
  - Gunnera schindleri  L.E.Moro (1978)
  - Gunnera schultesii  L.E.Moro (1984)
  - Gunnera silvioana  L.E.Moro (1984)
  - Gunnera steyermarkii  L.E.Moro (1978)
  - Gunnera strigosa  (Kirk) Colenso (1883)
  - Gunnera tacueyana  L.E.Moro (1984)
  - Gunnera tajumbina  L.E.Moro (1984)
  - Gunnera talamancana  H.Weber & L.E.Mora (1958)
  - Gunnera tamanensis  L.E.Moro (1984)
  - Gunnera tayrona  L.E.Moro (1978)
  - Gunnera tinctoria  (Molina) Mirb., Hist. Nat. Pl., ed. 2 (1805)
  - Gunnera venezolana  L.E.Moro (1978)
  - Gunnera vestita  Schindl. (1905)

Selon NCBI (27 avr. 2010) :
- genre Gunnera
  - Gunnera arenaria
  - Gunnera boliviana
  - Gunnera bracteata
  - Gunnera brasiliensis
  - Gunnera brephogea
  - Gunnera chilensis
  - Gunnera cordifolia
  - Gunnera densiflora
  - Gunnera dentata
  - Gunnera hamiltonii
  - Gunnera herteri
  - Gunnera insignis
  - Gunnera kauaiensis
  - Gunnera lobata
  - Gunnera macrophylla
  - Gunnera magellanica
  - Gunnera manicata
  - Gunnera masafuerae
  - Gunnera mexicana
  - Gunnera monoica
  - Gunnera peltata
  - Gunnera perpensa
  - Gunnera petaloidea
  - Gunnera pilosa
  - Gunnera prorepens
  - Gunnera talamancana
  - Gunnera tinctoria

## Illustration
Remarquons que la gunnera manicata ci-dessous appelée rhubarbe géante n'est pas une rhubarbe botaniquement parlant. 

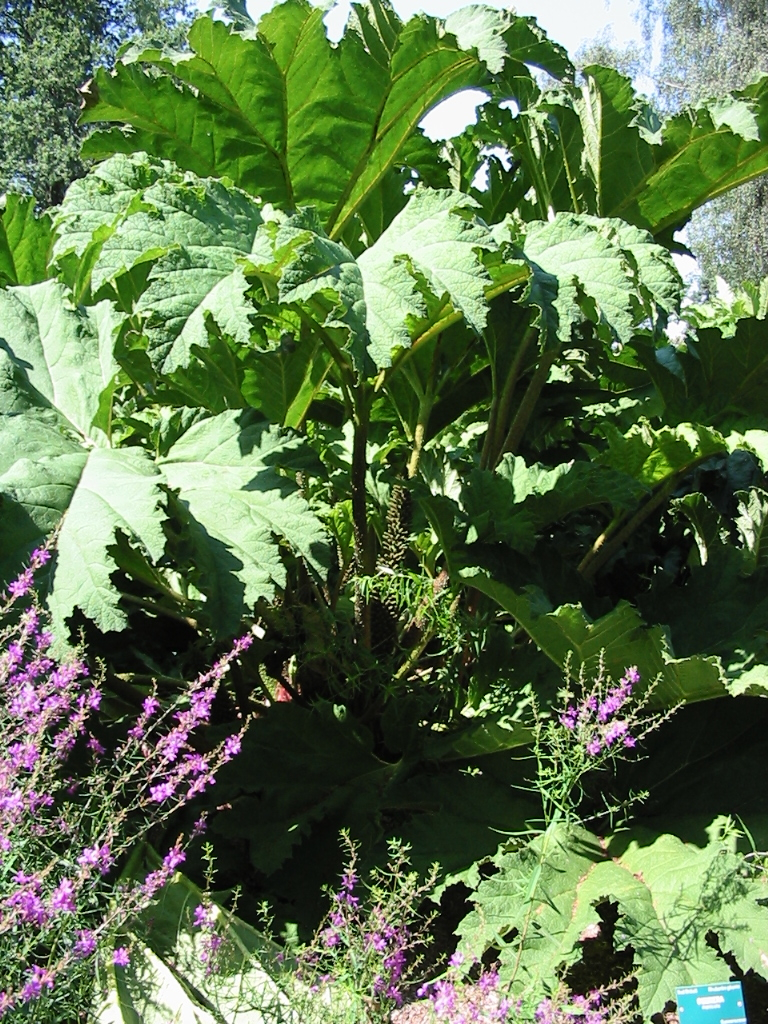
Rhubarbe géante